# Husbondliden
Husbondliden is een plaats in de gemeente Lycksele in het landschap Lapland en de provincie Västerbottens län in Zweden. De plaats heeft 52 inwoners (2005) en een oppervlakte van 18 hectare. De plaats ligt op een landengte tussen de meren Bastuträsket en Abborrträsket.

## Verkeer en vervoer
Bij de plaats loopt de Länsväg 365.